# Ар Си Ей Рекърдс
„Ар Си Ей Рекърдс“ (на английски: RCA Records) е една от звукозаписните компании, музикален издател и разпространител (лейбъл) на „Сони Мюзик Ентъртейнмънт“. Основана е през 1901 г. Обединява три лейбъла – „Ар Си Ей Рекърдс“ (рок музика, поп музика, кънтри), „Ар Си Ей Виктор“ (бродуейски мюзикъли, блус, музика на народите по света, джаз), „Ар Си Ей Ред Сийл“' (класическа музика). Записва поп музика, рок и кънтри.

## История
През 1929 г. „Ар Си Ей“ (Radio Corporation of America, „Американска радиокорпорация“) купува компанията Victor Talking Machine Company, която към този момент е най-големият производител на фонографи и записи за тях. Компанията започва да се нарича RCA-Victor. Заедно с новото име, RCA Victor добива правото да използва известната търговска марка Nipper.
През 1931 г. британският филиал на RCA Victor – Gramophone Company, се слива с Columbia Graphophone Company, образувайки компанията EMI. Това дава на ръководителя на RCA Дейвид Сарноф място в управлението на EMI. Тогава RCA Victor разработва и пуска в продажба първите грамофонни плочи с 33⅓ оборота в минута. Форматът обаче става търговски провал в разгара на Голямата депресия.
През 1949 г. RCA-Victor разработва първата плоча със скорост 45 оборота в минута, като отговор на дългосвирещите (LP) плочи 33⅓ оборота в минута, пуснати от CBS/Columbia.
В течение на 1940-те и 1950-те години RCA се конкурира с Columbia Records. Много записи са направени със Симфоничния оркестър на NBC, обикновено под диригентството на Артуро Тосканини.
През 1955 г. RCA изкупува от Sun Records договора за запис на Елвис Пресли за астрономическата тогава сума от 35 хил. долара. Елвис става най-успешния в търговско отношение изпълнител на RCA.
През 1957 г. RCA открива едно истинско произведение на изкуството – студио за звукозапис в Нашвил, Тенеси, в което за RCA са записвани в течение на 20 години хит след хит, и днес е отворено за екскурзии.
През 1983 г. компанията Bertelsmann продава на RCA 50% от акциите на Arista Records. През 1985 г. Bertelsmann и RCA образуват съвместно предприятие, наречено RCA/Ariola International. Когато през 1986 г. General Electric купува RCA, компанията продава 50% от своята част в RCA/Ariola International на партньора си Bertelsmann, и компанията е преименувана на BMG Music. BMG възражда лейбъла „RCA Victor“ за много музикални жанрове. Единственото подразделение на RCA, което General Electric запазва, е National Broadcasting Company.
През 2004 г. BMG и Sony сливат своите музикални холдинги в съвместно предприятие, наречено Sony BMG. През 2008 г. Sony изкупува от Bertelsmann 50% от акциите на съвместното предприятие и преименува Sony BMG в Sony Music Entertainment.

## Списък на изпълнители
Музикални изпълнители от каталога на „Ар Си Ей Рекърдс“:
- Пол Анка
- Кристина Агилера
- Дейвид Бауи
- Крис Даутри
- Дюк Елингтън
- Фу Файтърс
- Джеферсън Еърплейн
- Адам Ламбърт
- Модърн Токинг
- Доли Партън
- Елвис Пресли
- Кени Роджърс
- Даяна Рос
- Нийл Седака
- Силви Вартан
- Зи Зи Топ
- Майли Сайръс